# J'Covan Brown
J'Covan Brown, né le 14 février 1990 à Port Arthur au Texas, est un joueur américain de basket-ball. Il évolue au poste d'arrière.

## Palmarès

### En club
- Vainqueur de la Coupe d'Israël en 2019 et en 2020 avec l'Hapoël Jérusalem.
- Champion du Kazakhstan en 2015 avec le BC Astana.

### Distinctions personnelles
- MVP de la finale de la Coupe d'Israël 2020.